# Celso Nunes
Celso Nunes (São Paulo, 15 de novembro de 1941) é um diretor de teatro brasileiro, pai do ator Gabriel Braga Nunes.